# 北京ヴァイオリン
『北京ヴァイオリン』（ペキンヴァイオリン、原題: 和你在一起［意味: あなたと一緒に］）は、陳凱歌（チェン・カイコー）監督による中国映画（2002年）。
同国に於いて、映画をリメイクしたテレビドラマがある。なお、ドラマ版の日本語タイトルは『北京バイオリン』であり、カタカナ部分の表記を異にする。

## あらすじ
中国の田舎町。男手ひとつで一人息子の小春を育てる劉成は、母親の形見のバイオリンを巧みに弾く息子の才能に賭け、将来は一流のバイオリニストにして一旗揚げようと、小春とともに首都・北京にやって来るのだが･･･。

## 出演
| 役名                   | 俳優                       | 日本語吹替   |
| ---------------------- | -------------------------- | ------------ |
| 小春（シャオチュン）   | 唐韻（タン・ユン）         | 小野賢章     |
| 劉成（リュウ・チェン） | 劉佩琦（リュウ・ペイチー） | 佐々木梅治   |
| 江（ジャン）先生       | 王志文（ワン・チーウェン） | 入江崇史     |
| 余（ユー）教授         | 陳凱歌（チェン・カイコー） | 土師孝也     |
| 莉莉（リーリー）       | 陳紅（チェン・ホン）       | 魏涼子       |
| 鍾（チョン）           | 程前（チェン・チエン）     | 加藤亮夫     |
| 林（リン）             | 章婧（チャン・チン）       | 小笠原亜里沙 |

## 受賞歴
- 2002年サン・セバスティアン国際映画祭
  - 監督賞（陳凱歌）
  - 主演男優賞（劉佩琦）

## サントラ

### 演奏・製作
- 李伝韻（リー・チュアンユン）：ヴァイオリン演奏
- 中国歌劇舞劇院交響楽団
- 中央芭蕾舞劇団交響楽隊
- Sony Music Direct
- ASIN B0008YZ7

### 収録曲
1. メイン・タイトルズ（趙麟）
2. ヴァイオリン協奏曲第5番イ短調（抜粋）（ヴュータン）
3. サンシャイン・オーヴァー・タシュコーガン（原題：陽光照耀著塔什庫爾干）（陳剛）
4. ヴァイオリン協奏曲ホ短調（抜粋）（コーヌス）
5. オペラ 『ナブッコ』第3幕~「行け,わが想いよ,金色の翼にのって」（ヴェルディ）
6. カプリース第1番ホ長調（パガニーニ）
7. コンソレーション第3番（リスト）
8. ヴァイオリン協奏曲ニ長調（第3楽章）（チャイコフスキー）
9. スコットランド幻想曲作品46（抜粋）（ブルッフ）
10. ヴァイオリン協奏曲ニ短調（第3楽章）（シベリウス）
11. メイン・タイトルズ2（趙麟）

## テレビドラマ「北京バイオリン」
映画版のメインキャストたちがドラマ版にもキャストやスタッフの一員として関わっている。父親役・劉佩琦と莉莉の男友達役・程前がレギュラー出演。また主役の小春役・唐韵が人気絶頂の新進バイオリニスト役で第15話に顔を見せる。そして陳凱歌監督が芸術総監督を務め、彼の妻で映画版の莉莉役・陳紅がプロデューサーとして参加している。全24話。
日本では2007年4月から9月までにNHK衛星第2テレビジョンにて毎週木曜日午後11時台の海外ドラマ枠に於いて初放映された。2007年10月から2008年3月までに、NHK総合テレビ毎週土曜日午後11時台の海外ドラマ枠に於いて放映された。

### 製作
- 脚本：閻剛（イェン・ガン）
- 演出：夢継（モン・ジー）
- 製作総指揮：韓三平（ハン・サンピン）
- 製作：陳紅（チェン・ホン）
- 芸術総監督：陳凱歌（チェン・カイコー）
- 監督：寧振山（ニン・ジェンシャン）、張哲（チャン・ゼ）、高昂（カオ・アン）
- 撮影：袁暁満（イェン・シャオマン）
- 美術：劉東（リュウ・トン）
- 録音：翟立新（ザイ・リーシン）
- 記録：陳飛宏（チェン・フェイホン）
- 照明：巴樹峰（パー・シューフォン）
- 道具：李宗峰（リー・ズォンフォン）
- 現場制作：李春梅（リー・チュンメイ）
- 撮影協力：北京市公安局、北京市第二中級人民法院、北京市監獄管理局、少年宮、北京大学、天壇公園、広安門駅、永定門駅、高等教育出版社、北京市婦産病院等
- 日本語版制作：テレシス[1]

### 登場人物
主な登場人物
- 劉佩琦（リュウ・ペイチー）：劉成（リュウ・チェン）、声：森田順平
刑務所帰りに、鉄道事故現場から、赤子とバイオリンを拾い、その赤子を小春と名付け育てる。
- 嘉央桑珠（ジャーヤン・サンジュまたはジェリー・ジャーヤン）：劉小春（リュウ・シャオチュン）、声：柳沢太介
- 王志飛（ワン・ズーフェイ）：江国華（ジャン・グォホァ）、声：大塚明夫
小春のバイオリンの講師。
- 牛莉（ニュウ・リー）：莉莉（リーリー）、声：藤本喜久子
モデル。ヒュンダイのクーペを乗り回している。
- 程前（チェン・チエン）：鍾阿輝（チョン・アフェイ）、声：山寺宏一
自称文化人。結婚式の司会者等を生業としている。
小春の実の父親。
- 劉文治（リュウ・ウェンズー）：余世風（ユー・スーフォン）教授、声：大和田伸也
著名な音楽の教授。
紫心の養父。

それ以外の人物
- 王培禕（ワン・ペイイ）：劉春梅（リュウ・チュンメイ）、声：鴨下俊美
成の妹。病気で死んでしまう。
- 張少華（チャン・サォホァ）：郭（グオ）おばさん、声：神保共子
かつての隣人。
- 李丁（リー・ディン）：郭おじさん、声：稲垣隆史
かつての隣人。
- 王茜華（ワン・チェンホァ）：桂蘭（クイラン）、声：岡寛恵
かつてのガールフレンド。
- 袁苑（ユエン・ユエン）：麻三（マー・サン）、声：斎藤志郎
自称文化人。成の幼馴染で、エキストラの仕事をしている。チェン・カイコー、チャン・イーモウ、コン・リーなどと親交がある。
- 張芝華（チャン・ズーホァ）：来娣（ライディ）、声：佐々木優子
成の妻。
- 簡寧（ジェン・ニン）：林雨（リン・ユー）、声：桐江杏奈
余教授の弟子で、小春のライバル。プライドが高い。
- 毛永明（マオ・ヨンミン）：徳宝（ドーバオ）、声：牛山茂
来娣の兄。
- 張力發（チャン・リーファー）
江先生の教え子だが、レッスンをサボり、最後は辞めてしまう。
- 梁愛琪（リャン・アイチー）：佩文（ペイウェン）、声：平栗あつみ
余教授の妻。
- 姚嵐（ヤオ・ラン）：紫心（ズーシン）
余教授のかつての教え子。
小春の実の母親。
- 桂蘭の母、声：宮寺智子
成と桂蘭の交際を反対する。
- 唐韵（タン・ユン）：袁朗（ユエン・ラン）
バイオリン王子と呼ばれているバイオリニスト。
- 王（ワン）警官、声：松井範雄
警察署署長。
誘拐罪で指名手配されている成を捜索している。
- 蔡（ツァイ）警官、声：矢崎文也
王の部下。
- 姚洋（ヤオ・ヤン）：牛（ニュウ）、声：一柳みる
レストランのオーナーだったが、海外に行く事になったため、レストランを莉莉に譲る。
- 江国賓（ジャン・グォビン）、声：佐久田修
江国華の弟。
- 桃楽絲（タオラースー）
莉莉の友人。なお、桃楽絲とは、中国ではドロシー、ドリスと言う意味であって、桃楽絲は本名ではなく、桃が苗字、楽絲が名前などと言うこともない。
- ビンフォン
阿輝のかつての友人。
- ファンゴ
少年宮や、そこの周りにいる子ども。
- 亮亮（リャンリャン）：果物屋、声：辻親八
果物を小春に高く売りつける。
- 小康（シャオカン）
楽器屋店員。小春のバイオリンを40元で買い取る。
- 任申（レン・シェン）：江国華の父
少年時の江国華にスパルタ教育を施す。
- 王（ワン）、声：井上和彦
芸能プロデューサー。小春を韓国で歌手にさせようとする。
- 裁判官、声：高島雅羅
小春の親権を争う裁判を取り仕切った裁判官。
- 張（チャン）おばさん、声：小宮和枝
莉莉の母を世話してる人。

※役名のカタカナ表記はNHK放映版に基づいた為、映画版に於ける同名人物の日本語字幕カタカナ表記とは若干異なる。
※小春の師・江先生役の王志飛と映画版で同じ役を演じた王志文は一文字違いではあるが、血縁関係は無い。
※小春とバイオリンは、テレビ版では父親の成が出所後に略取している（と見受けられる）構成になっている。